# Bieleń
Bieleń – wieś w Polsce położona w województwie lubuskim, w powiecie międzyrzeckim, w gminie Trzciel.
W latach 1975–1998 miejscowość administracyjnie należała do województwa gorzowskiego.